# Сачівки
Сачівки (біл. вёска Сачівкі) — село в складі Вілейського району Мінської області, Білорусь. Село підпорядковане Ольковицькій сільській раді, розташоване в північній частині області.

## Історія
У 1921–1945 роках застінок знаходилось у Польщі, у Вільнюській воєводстві, Вілейського повіту, гміні Довгиново.
У міжвоєнний період тут містилася гауптвахта Корпусу Охорони Кордону (KOP)

## Населення
- 1931 рік - 254 люди, 41 будинки[1].